# Paul Aron
Paul Aron (Taline, 4 de fevereiro de 2004) é um automobilista estoniano que se tornou reserva da Alpine F1 Team em 2025. Ele participou de duas corridas do Campeonato Mundial de Fórmula E de 2023–24 pela equipe Envision Racing. Aron venceu a copa de novatos no Campeonato Italiano de F4 de 2019 e ficou em terceiro na classificação regular. Ele é um ex-membro da Mercedes Junior Team, e irmão do ex-piloto Ralf Aron.

## Vida pessoal
Nascido e criado em Taline, capital da Estônia, Paul vem de uma família ligada ao mundo das corridas, com seu pai e sua avó tendo praticado ciclismo. Paul tem como irmão mais velho o campeão italiano de Fórmula 4 de 2015, Ralf Aron, que hoje em dia é gerente de equipe da Prema Powerteam. Paul afirma que seu irmão o inspirou a ser piloto, e Ralf o ajuda a definir os rumos de sua carreira. Aron é fluente em inglês e também fala russo.

## Carreira

### Cartismo
Aron começou a competir na Estônia com 8 anos de idade, logo ele subiu na escada do cartismo, passando a disputar corridas por toda a Europa, mas principalmente na Itália. Além de vencer o campeonato estoniano de kart, Aron venceu o Campeonato Europeu de Karting CIK-FIA em 2018.

### Fórmula inferior
Aron correu na ADAC Fórmula 4 de 2019 pela equipe Prema Powerteam, ele terminou em sétimo no campeonato com dois pódios, ambos sendo vitórias, uma na Áustria e a outra nos Países Baixos.
A campanha de maior sucesso de Aron em 2019 veio no Campeonato Italiano de Fórmula 4, também competindo pela Prema, ele conquistou oito pódios e duas vitórias, uma das quais também no Red Bull Ring, com a outra conquistada em Mugello. Aron terminou o ano em terceiro, atrás do piloto júnior da Red Bull, Dennis Hauger, e do brasileiro membro da Ferrari Driver Academy, Gianluca Petecof. Graças a nove vitórias entre os estreantes, Aron se tornou o campeão da categoria de novatos.

### Eurocopa de Fórmula Renault
Depois de testar com eles no teste pós-temporada em Paul Ricard em novembro de 2019, Aron foi contratado pela nova equipe da Eurocopa de Fórmula Renault, a ART Grand Prix, para a temporada de 2020. Apesar de marcar um segundo lugar no Nürburgring, ele foi superado por seus companheiros mais experientes Grégoire Saucy e Victor Martins (que conquistou o título da competição), Aron terminou a competição em 11° na classificação geral.

### Fórmula 3
Em novembro de 2021, Aron participou do teste de pós-temporada do Campeonato de Fórmula 3 da FIA com a equipe Prema Racing no dia 2 e no dia 3.

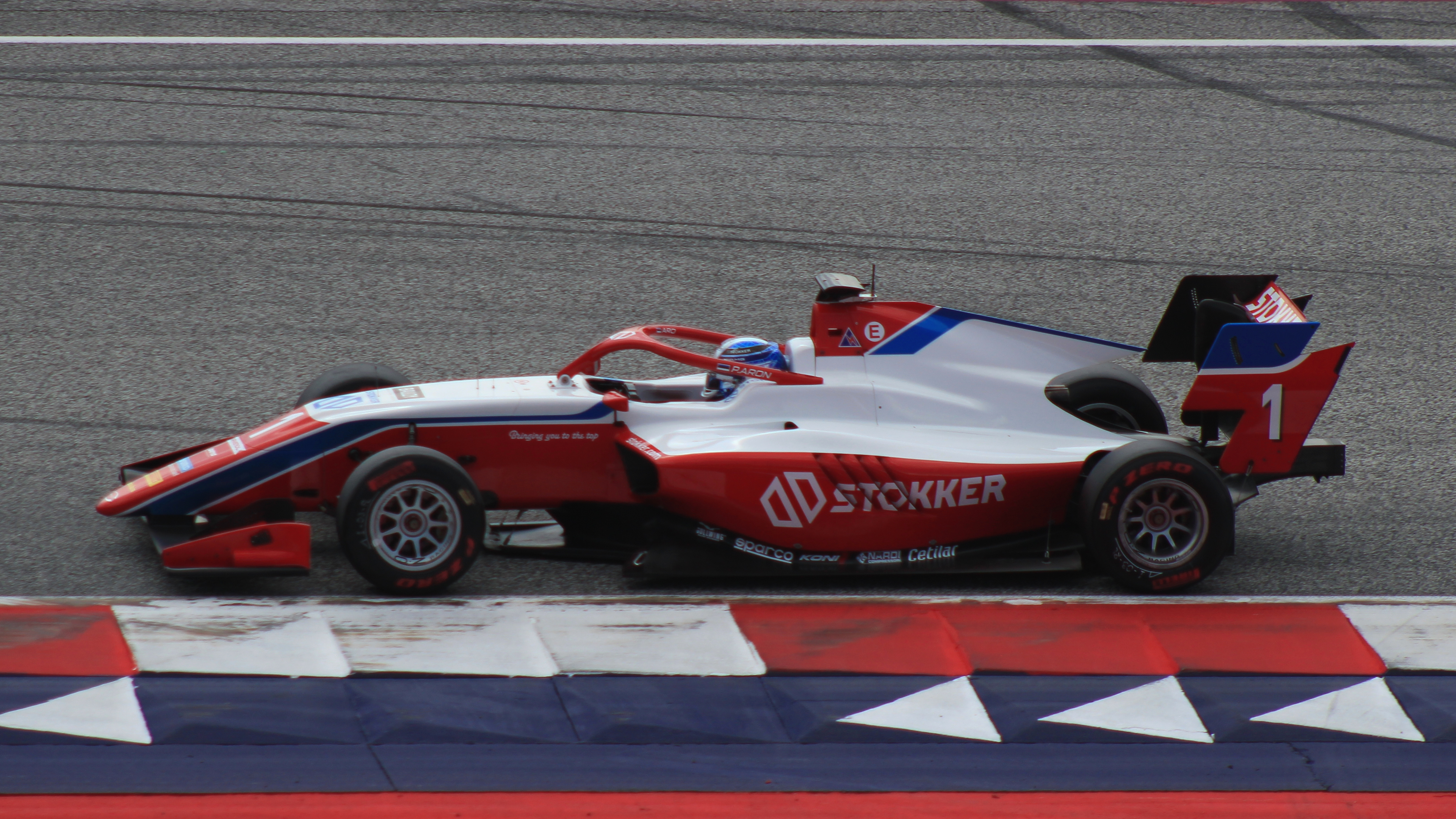
Aron no GP da Áustria da Fórmula 3 de 2023

No final de setembro de 2022, Aron voltou a participar do teste pós-temporada da Fórmula 3 com Prema, participando dos três dias. No mês seguinte, a equipe confirmou que Aron havia sido inscrito para competir na temporada de 2023, sendo companheiro do sueco Dino Beganovic e do britânico Zak O'Sullivan.
Aron conquistou uma vitória na corrida curta no Red Bull Ring, e mais três terceiros lugares na sprint de Melbourne, na corrida longa de Mônaco e na sprint de Spa-Francorchamps. Esses resultados o ajudaram a terminar o campeonato na terceira posição, com 112 pontos, com uma diferença de sete pontos para o vice O'Sullivan e com 52 pontos a menos do que o campeão da temporada, Gabriel Bortoleto.
Ao final de 2023, Aron participou do Grande Prêmio de Macau, mas o estoniano não completou a prova, por ter colidido com força na curva Paiol, com a batida partindo o carro em dois e ainda provocando um princípio de incêndio. Apesar da demora de resgatar o carro, o piloto não sofreu nada além do susto.

### Fórmula 2
Antes do final da temporada de 2023 do Campeonato de Fórmula 2 da FIA, a equipe Trident anunciou que havia contratado Aron para substituir Clément Novalak na disputa da rodada final em Yas Marina.

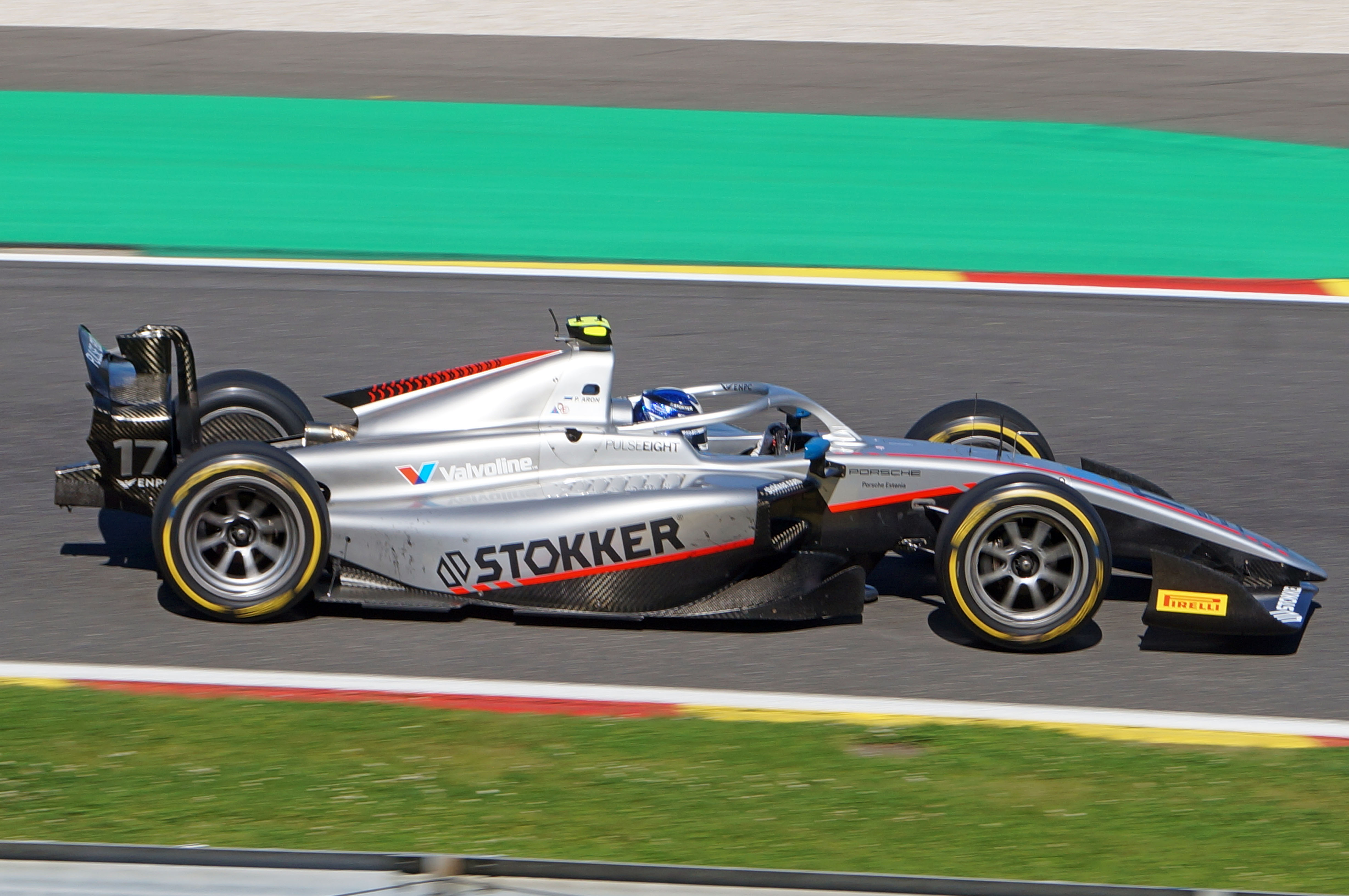
Aron pilotando o carro da Hitech em Spa-Francorchamps em 2024

Em novembro de 2023, foi anunciado que Aron se juntaria a equipe Hitech Pulse-Eight para a disputa da temporada de 2024 da Fórmula 2. Apesar de ter demorado a vencer na categoria, Aron chegou a ser líder do campeonato em alguns momentos na temporada. O estoniano chegou perto de sua primeira vitória na corrida curta de Ímola, mas o argentino Franco Colapinto o ultrapassou na última volta. A primeira pole de Aron foi em Barcelona, e o estoniano seguiu como candidato ao título, tendo feito oito pódios na temporada e vencido pela primeira vez na corrida longa de Lusail, no Catar. Ele teria feito um nono pódio na corrida curta de Yas Marina, mas foi desclassificado da prova por conta de uma irregularidade em seu DRS, que gerava uma abertura 1 milímetro maior do que o permitido. Além de ter perdido o pódio, Aron foi obrigado a largar do pitlane na corrida longa, o que arruinou completamente as suas chances de título. Assim, o estoniano finalizou 2024 na terceira colocação, com 163 pontos, 29 atrás do vice campeão Isack Hadjar e 51,5 atrás do campeão Gabriel Bortoleto, que também superou Aron no campeonato de rookies.

### Fórmula 1
Em julho de 2019, a equipe de Fórmula 1 da Mercedes adicionou Aron no seu programa de jovens pilotos. Ele fez parte deste programa até novembro de 2023, quando foi confirmada a sua saída.
Em 30 de novembro de 2024, a Alpine anunciou a contratação de Aron para ser seu piloto reserva na temporada de 2025 da Fórmula 1. Em abril, Aron e Franco Colapinto participaram de testes privados com a equipe francesa, com os dois pilotando o A523. Em julho, a equipe anunciou seu empréstimo à Sauber, para que o estoniano pudesse participar da primeira sessão de treinos livres do Grande Prêmio da Grã-Bretanha com a equipe suíça, substituindo Nico Hülkenberg. Aron também está programado para substituir o alemão nos treinos livres do GP da Hungria.

### Fórmula E

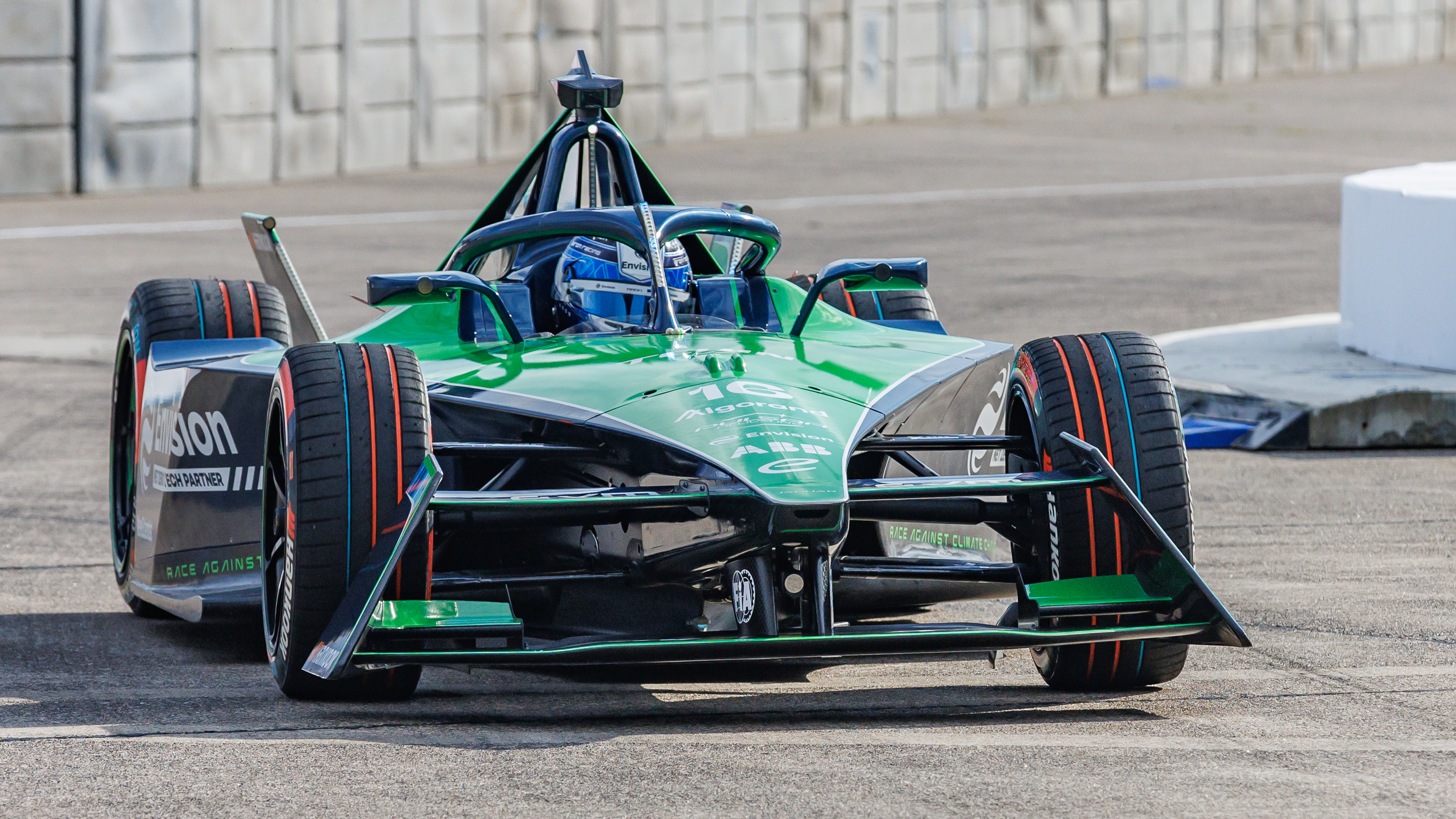
Aron no carro da Envision durante o ePrix de Berlim de 2024

Em 2024, Paul Aron foi anunciado, juntamente com Joel Eriksson, como um dos pilotos que iria substituir a dupla titular da Envision, Sébastien Buemi e Robin Frijns, para o ePrix de Berlim, por conta dos compromissos da dupla nas 6 Horas de Spa, etapa do Mundial de Endurance. Para se preparar, a Envision inscreveu Aron nos testes de novatos em Misano e o colocou para treinar no simulador.
Na rodada dupla, os resultados de Aron foram um 13º e 14º lugares, insuficientes para marcar pontos. Após sua participação, Aron declarou que deixou "negócios inacabados" na categoria.

## Resultados

### Resumo da carreira
| Temporada | Categoria                   | Equipe                         | Corridas       | Vitórias       | Poles          | V.M.R.         | Pódios         | Pontos         | Pos.           |
| --------- | --------------------------- | ------------------------------ | -------------- | -------------- | -------------- | -------------- | -------------- | -------------- | -------------- |
| 2019      | Fórmula 4 Italiana          | Prema Powerteam                | 21             | 2              | 1              | 0              | 8              | 226            | 3º             |
| 2019      | ADAC Fórmula 4              | Prema Powerteam                | 20             | 2              | 0              | 0              | 2              | 129            | 7º             |
| 2020      | Eurocopa de Fórmula Renault | ART Grand Prix                 | 20             | 0              | 0              | 0              | 1              | 54             | 11º            |
| 2021      | Fórmula Regional Europeia   | Prema Powerteam                | 20             | 2              | 2              | 1              | 7              | 197            | 3º             |
| 2022      | Fórmula Regional Asiática   | Abu Dhabi Racing by Prema      | 15             | 0              | 2              | 1              | 3              | 80             | 8º             |
| 2022      | Fórmula Regional Europeia   | Prema Racing                   | 20             | 6              | 7              | 4              | 8              | 241            | 3º             |
| 2022      | Aurum 1006 km – GT3         | Circle K milesPLUS Racing Team | 1              | 0              | 1              | 0              | 1              | N/A            | 2º             |
| 2023      | Fórmula 3                   | Prema Racing                   | 18             | 1              | 0              | 2              | 4              | 112            | 3º             |
| 2023      | Grande Prêmio de Macau      | SJM Theodore Prema Racing      | 1              | 0              | 0              | 0              | 0              | N/A            | DNF            |
| 2023      | Fórmula 2                   | Trident                        | 2              | 0              | 0              | 0              | 0              | 0              | 24º            |
| 2023–24   | Fórmula E                   | Envision Racing                | 2              | 0              | 0              | 0              | 0              | 0              | 27º            |
| 2024      | Fórmula 2                   | Hitech Pulse-Eight             | 28             | 1              | 4              | 3              | 8              | 163            | 3º             |
| 2025      | Fórmula 1                   | Alpine F1 Team                 | Piloto reserva | Piloto reserva | Piloto reserva | Piloto reserva | Piloto reserva | Piloto reserva | Piloto reserva |

(*) Temporada ainda em andamento.